# 羅德島及普羅維登斯莊園殖民地
羅德島及普羅維登斯莊園殖民地（英語：Colony of Rhode Island and Providence Plantations）是北美洲東岸十三殖民地之一，與大西洋鄰接。1636年起至1707年間，屬於英格蘭殖民地，之後一直維持大不列顛殖民地的狀態，直至1776年美國革命，獨立為罗得岛及普罗维登斯庄园州為止。